# مت میازگا
مت میازگا (انگلیسی: Matt Miazga؛ زادهٔ ۱۹ ژوئیهٔ ۱۹۹۵) بازیکن فوتبال اهل ایالات متحده آمریکا است. او به عنوان مدافع برای چلسی و تیم ملی فوتبال ایالات متحده آمریکا بازی می‌کند.

## باشگاهی
از باشگاه‌هایی که در آن بازی کرده‌است می‌توان به نیویورک رد بولز، چلسی، ویتس، نانت و ردینگ اشاره کرد.

## تیم ملی
وی همچنین در تیم ملی فوتبال ایالات متحده آمریکا بازی کرده‌است.